# Бексли и Бромли (избирательный округ)
Избирательный округ Бексли и Бромли (англ. Bexley and Bromley) — территориальный избирательный округ в лондонскую ассамблею. Он состоит из объединённой территории лондонского боро Бексли и лондонского боро Бромли. Избирательный округ представляет Питер Форчун, консерватор, впервые избранный на выборах 2021 года.

## Пересекающиеся избирательные округа
На парламентских выборах один депутат может представлять несколько избирательных округов; это преимущественно, хотя и не исключительно, округ, где голосуют консерваторы. Эквивалентные места в Вестминстере после всеобщих выборов 2019 года были следующими:
- Бекенхем[англ.] — полковник Боб Стюарт[англ.], DSO, консерватор;
- Бекслихит и Крейфорд — Дэвид Эвенетт[англ.] (консерватор);
- Бромли и Числхерст[англ.] — Боб Нилл[англ.] (консерватор);
- Олд-Бексли и Сидкап[англ.] — Джеймс Брокеншир (консерватор);
- Орпингтон[англ.] — Гарет Бэкон (консерватор, бывший советник по делам Бексли и Бромли);
- Часть Эрита и Темзмида[англ.], которая находится в лондонском боро Бексли — Абена Оппонг-Асаре[англ.] (лейборист);
- Часть Льюишем-Вэст и Пендж[англ.], которая находится в лондонском боро Бромли — Элли Ривз (лейборист).

## Средние показатели по партиям
- Консерваторы — 47,8 %;
- Лейбористы — 20,1 %;
- Либерал-демократы — 12,9 %;
- Партия независимости Соединённого Королевства — 10,8 %;
- Зелёные — 6,0 %.

## Члены ассамблеи
| Выборы | Выборы | Член ассамблеи  | Партия         |
| ------ | ------ | --------------- | -------------- |
|        | 2000   | Боб Нилл        | Консервативная |
|        | 2008   | Джеймс Клеверли | Консервативная |
|        | 2016   | Гарет Бэкон     | Консервативная |
|        | 2021   | Питер Форчун    | Консервативная |

## Результаты выборов мэра
Ниже приведены результаты по кандидату, получившему наибольшую долю голосов избирателей в округе на каждых выборах мэра.
| Выборы | Выборы | Член ассамблеи | Партия         |
| ------ | ------ | -------------- | -------------- |
|        | 2000   | Стивен Норрис  | Консервативная |
|        | 2004   | Стивен Норрис  | Консервативная |
|        | 2008   | Борис Джонсон  | Консервативная |
|        | 2012   | Борис Джонсон  | Консервативная |
|        | 2016   | Зак Голдсмит   | Консервативная |
|        | 2021   | Шон Бейли      | Консервативная |

## Результаты выборов в ассамблею
| Выборы в лондонскую ассамблею (2021): Бексли и Бромли | Выборы в лондонскую ассамблею (2021): Бексли и Бромли | Выборы в лондонскую ассамблею (2021): Бексли и Бромли | Выборы в лондонскую ассамблею (2021): Бексли и Бромли | Выборы в лондонскую ассамблею (2021): Бексли и Бромли | Выборы в лондонскую ассамблею (2021): Бексли и Бромли |
| Партия                                                | Партия                                                | Кандидат                                              | Голоса                                                | %                                                     | ±%                                                    |
| ----------------------------------------------------- | ----------------------------------------------------- | ----------------------------------------------------- | ----------------------------------------------------- | ----------------------------------------------------- | ----------------------------------------------------- |
|                                                       | Консервативная                                        | Питер Форчун                                          | 97 966                                                | 56,6                                                  | ▲6,5                                                  |
|                                                       | Лейбористская                                         | Стеф Борелла                                          | 47 389                                                | 25,5                                                  | ▲1,4                                                  |
|                                                       | Зелёные                                               | Мэри Ион                                              | 21 600                                                | 11,6                                                  | ▲4,9                                                  |
|                                                       | Либеральные демократы                                 | Аллан Твиддл                                          | 13 305                                                | 7,1                                                   | ▲0,7                                                  |
|                                                       | Reform UK                                             | Майкл Пастор                                          | 5861                                                  | 3,1                                                   | Новый кандидат                                        |
| Большинство                                           | Большинство                                           | Большинство                                           | 50 577                                                | 27,1                                                  | ▲5,1                                                  |
| Явка                                                  | Явка                                                  | Явка                                                  | 189 334                                               |                                                       |                                                       |
|                                                       | Консервативная (удержание)                            | Консервативная (удержание)                            | Свинг                                                 |                                                       |                                                       |

| Выборы в лондонскую ассамблею (2016): Бексли и Бромли | Выборы в лондонскую ассамблею (2016): Бексли и Бромли | Выборы в лондонскую ассамблею (2016): Бексли и Бромли | Выборы в лондонскую ассамблею (2016): Бексли и Бромли | Выборы в лондонскую ассамблею (2016): Бексли и Бромли | Выборы в лондонскую ассамблею (2016): Бексли и Бромли |
| Партия                                                | Партия                                                | Кандидат                                              | Голоса                                                | %                                                     | ±%                                                    |
| ----------------------------------------------------- | ----------------------------------------------------- | ----------------------------------------------------- | ----------------------------------------------------- | ----------------------------------------------------- | ----------------------------------------------------- |
|                                                       | Консервативная                                        | Гарет Бэкон                                           | 87 460                                                | 46,1                                                  | ▼6,5                                                  |
|                                                       | Лейбористская                                         | Сэм Рассел                                            | 45 791                                                | 24,1                                                  | ▼0,1                                                  |
|                                                       | Партия независимости                                  | Фрэнк Гулд                                            | 30 485                                                | 16,1                                                  | ▲9,7                                                  |
|                                                       | Зелёные                                               | Ройзин Робертсон                                      | 12 685                                                | 6,7                                                   | ▲1,2                                                  |
|                                                       | Либеральные демократы                                 | Джули Айрленд                                         | 12 145                                                | 6,4                                                   | ▼0,4                                                  |
|                                                       | Всенародная партия                                    | Вероника Обадара                                      | 1243                                                  | 0,7                                                   | Новый кандидат                                        |
| Большинство                                           | Большинство                                           | Большинство                                           | 41 669                                                | 22,0                                                  | ▼6,4                                                  |
| Явка                                                  | Явка                                                  | Явка                                                  | 191 502                                               | 47,0                                                  | ▲9,0                                                  |
|                                                       | Консервативная (удержание)                            | Консервативная (удержание)                            | Свинг                                                 |                                                       |                                                       |

| Выборы в лондонскую ассамблею (2012): Бексли и Бромли | Выборы в лондонскую ассамблею (2012): Бексли и Бромли | Выборы в лондонскую ассамблею (2012): Бексли и Бромли | Выборы в лондонскую ассамблею (2012): Бексли и Бромли | Выборы в лондонскую ассамблею (2012): Бексли и Бромли | Выборы в лондонскую ассамблею (2012): Бексли и Бромли |
| Партия                                                | Партия                                                | Кандидат                                              | Голоса                                                | %                                                     | ±%                                                    |
| ----------------------------------------------------- | ----------------------------------------------------- | ----------------------------------------------------- | ----------------------------------------------------- | ----------------------------------------------------- | ----------------------------------------------------- |
|                                                       | Консервативная                                        | Джеймс Клеверли                                       | 88 482                                                | 52,6                                                  | 0,0                                                   |
|                                                       | Лейбористская                                         | Джози Чаннер                                          | 40 714                                                | 24,2                                                  | +9,7                                                  |
|                                                       | Либеральные демократы                                 | Сэм Веббер                                            | 11 396                                                | 6,8                                                   | -3,8                                                  |
|                                                       | Партия независимости                                  | Дэвид Коберн                                          | 10 771                                                | 6,4                                                   | +2,4                                                  |
|                                                       | Зелёные                                               | Джонатан Рукс                                         | 9209                                                  | 5,5                                                   | +0,9                                                  |
|                                                       | БНП                                                   | Донна Треанор                                         | 7563                                                  | 4,5                                                   | Новый кандидат                                        |
| Большинство                                           | Большинство                                           | Большинство                                           | 47 768                                                | 28,4                                                  | -9,7                                                  |
| Явка                                                  | Явка                                                  | Явка                                                  | 170 375                                               | 38,0                                                  | -11,1                                                 |
|                                                       | Консервативная (удержание)                            | Консервативная (удержание)                            | Свинг                                                 | -4,6                                                  |                                                       |

| Выборы в лондонскую ассамблею (2008): Бексли и Бромли | Выборы в лондонскую ассамблею (2008): Бексли и Бромли | Выборы в лондонскую ассамблею (2008): Бексли и Бромли | Выборы в лондонскую ассамблею (2008): Бексли и Бромли | Выборы в лондонскую ассамблею (2008): Бексли и Бромли | Выборы в лондонскую ассамблею (2008): Бексли и Бромли |
| Партия                                                | Партия                                                | Кандидат                                              | Голоса                                                | %                                                     | ±%                                                    |
| ----------------------------------------------------- | ----------------------------------------------------- | ----------------------------------------------------- | ----------------------------------------------------- | ----------------------------------------------------- | ----------------------------------------------------- |
|                                                       | Консервативная                                        | Джеймс Клеверли                                       | 105 162                                               | 52,6                                                  | +12,2                                                 |
|                                                       | Лейбористская                                         | Алекс Хеслоп                                          | 29 925                                                | 14,5                                                  | -1,1                                                  |
|                                                       | Либеральные демократы                                 | Том Папворт                                           | 21 244                                                | 10,6                                                  | –8,3                                                  |
|                                                       | Национальный фронт                                    | Пол Виннетт                                           | 11 288                                                | 5,6                                                   | Новый кандидат                                        |
|                                                       | Зелёные                                               | Энн Гарретт                                           | 9261                                                  | 4,6                                                   | –0,5                                                  |
|                                                       | Партия независимости                                  | Мик Гринхаф                                           | 8021                                                  | 4,0                                                   | –12,8                                                 |
|                                                       | Независимые за спасение больницы королевы Марии       | Джон Хемминг-Кларк                                    | 6684                                                  | 3,3                                                   | Новый кандидат                                        |
|                                                       | Христианская                                          | Миранда Сьют                                          | 4408                                                  | 2,2                                                   | –0,1                                                  |
|                                                       | Английские демократы                                  | Стивен Анклс                                          | 2907                                                  | 1,5                                                   | Новый кандидат                                        |
|                                                       | Левый список                                          | Дэвид Дэвис                                           | 1050                                                  | 0,5                                                   | Новый кандидат                                        |
| Большинство                                           | Большинство                                           | Большинство                                           | 75 237                                                | 38,1                                                  | +16,6                                                 |
| Явка                                                  | Явка                                                  | Явка                                                  | 199 950                                               | 49,1                                                  |                                                       |
|                                                       | Консервативная (удержание)                            | Консервативная (удержание)                            | Свинг                                                 | +4,5                                                  |                                                       |

| Выборы в лондонскую ассамблею (2004): Бексли и Бромли | Выборы в лондонскую ассамблею (2004): Бексли и Бромли | Выборы в лондонскую ассамблею (2004): Бексли и Бромли | Выборы в лондонскую ассамблею (2004): Бексли и Бромли | Выборы в лондонскую ассамблею (2004): Бексли и Бромли | Выборы в лондонскую ассамблею (2004): Бексли и Бромли |
| Партия                                                | Партия                                                | Кандидат                                              | Голоса                                                | %                                                     | ±%                                                    |
| ----------------------------------------------------- | ----------------------------------------------------- | ----------------------------------------------------- | ----------------------------------------------------- | ----------------------------------------------------- | ----------------------------------------------------- |
|                                                       | Консервативная                                        | Боб Нилл                                              | 64 246                                                | 40,4                                                  | -6,8                                                  |
|                                                       | Либеральные демократы                                 | Дункан Борроумен                                      | 29 992                                                | 18,9                                                  | -2,7                                                  |
|                                                       | Партия независимости                                  | Хизер Беннетт                                         | 26 703                                                | 16,8                                                  | Новый кандидат                                        |
|                                                       | Лейбористская                                         | Чарли Мэнселл                                         | 24 848                                                | 15,6                                                  | -6,5                                                  |
|                                                       | Зелёные                                               | Энн Гарретт                                           | 8069                                                  | 5,1                                                   | -3,0                                                  |
|                                                       | CPA                                                   | Миранда Сьют                                          | 3397                                                  | 2,1                                                   | Новый кандидат                                        |
|                                                       | Respect                                               | Алун Моринан                                          | 1673                                                  | 1,1                                                   | Новый кандидат                                        |
| Большинство                                           | Большинство                                           | Большинство                                           | 32 254                                                | 21,5                                                  | -3,6                                                  |
| Явка                                                  | Явка                                                  | Явка                                                  | 158 928                                               |                                                       |                                                       |
|                                                       | Консервативная (удержание)                            | Консервативная (удержание)                            | Свинг                                                 |                                                       |                                                       |

| Выборы в лондонскую ассамблею (2000): Бексли и Бромли | Выборы в лондонскую ассамблею (2000): Бексли и Бромли | Выборы в лондонскую ассамблею (2000): Бексли и Бромли | Выборы в лондонскую ассамблею (2000): Бексли и Бромли | Выборы в лондонскую ассамблею (2000): Бексли и Бромли | Выборы в лондонскую ассамблею (2000): Бексли и Бромли |
| Партия                                                | Партия                                                | Кандидат                                              | Голоса                                                | %                                                     | ±%                                                    |
| ----------------------------------------------------- | ----------------------------------------------------- | ----------------------------------------------------- | ----------------------------------------------------- | ----------------------------------------------------- | ----------------------------------------------------- |
|                                                       | Консервативная                                        | Боб Нилл                                              | 64 879                                                | 47,2                                                  |                                                       |
|                                                       | Лейбористская                                         | Чарли Мэнселл                                         | 30 320                                                | 22,1                                                  |                                                       |
|                                                       | Либеральные демократы                                 | Дункан Борроумен                                      | 29 710                                                | 21,6                                                  |                                                       |
|                                                       | Зелёные                                               | Ян Жардин                                             | 11 124                                                | 8,1                                                   |                                                       |
|                                                       | Лондонские социалисты                                 | Жан Кисоу                                             | 1403                                                  | 1,0                                                   |                                                       |
| Большинство                                           | Большинство                                           | Большинство                                           | 34 559                                                | 25,1                                                  |                                                       |
| Явка                                                  | Явка                                                  | Явка                                                  | 137 436                                               | 35,3                                                  |                                                       |
|                                                       | Консервативная (удержание)                            | Консервативная (удержание)                            | Свинг                                                 |                                                       |                                                       |